# John McAfee
John David McAfee (Cinderford, Gloucestershire, Egyesült Királyság, 1945. szeptember 18. – Sant Esteve Sesrovires, Spanyolország, 2021. június 23.) brit és amerikai számítógépes programozó, üzletember és kétszeres elnökjelölt volt, aki sikertelenül indult a Libertárius Párt elnökjelöltségéért az Egyesült Államok 2016-os és 2020-as elnökválasztásán. 1987-ben ő írta az első kereskedelmi forgalomban kapható vírusirtó szoftvert, és megalapította a McAfee Associates-t, hogy eladja alkotását. 1994-ben lemondott, és eladta a cégben maradt részesedését. McAfee a cég leghangosabb kritikusa lett az utóbbi években, és arra sürgette a fogyasztókat, hogy távolítsák el a cég vírusirtó szoftverét, amelyet felduzzadt szoftvernek minősített. Elutasította, hogy a cég továbbra is használja a nevét a márkaépítésben, ez a gyakorlat az Intel tulajdonlása alatti rövid életű vállalati arculatváltási kísérlet ellenére is fennmaradt.
McAfee vagyona zuhanásba kezdett a 2008-as pénzügyi válságban. Miután elhagyta a McAfee Associates-t, megalapította többek között a Tribal Voice (a PowWow csevegőprogram készítője), a QuorumEx és a Future Tense Central vállalatokat, és vezető pozíciókat töltött be többek között az Everykey, az MGT Capital Investments és a Luxcore vállalatoknál. Személyes és üzleti érdeklődési körei közé tartoztak okostelefon-alkalmazások, kriptovaluta, jóga, könnyű sportrepülőgépek és a rekreációs drogfogyasztás. Több évig Belize-ben élt, de 2013-ban visszatért az Egyesült Államokba, miközben Belize-ben gyilkosság gyanújával kihallgatásra körözték.
McAfee a magánélet és a személyes szabadság hangos szószólója volt, ami központi szerepet játszott 2016-os és 2020-as libertárius kampányaiban. Ellenezte a kormányzati megfigyelést, és támogatta a kriptovalutákat, mint a pénzügyi rendszerek feletti állami ellenőrzés csökkentésének módját. Jogi kérdéseit, beleértve az adócsalás vádját is, az igazságtalan kormányzati túlkapásokkal szembeni ellenállásként fogalmazta meg.
2020 októberében McAfee-t Spanyolországban letartóztatták az Egyesült Államok adócsalás vádjával. Az amerikai szövetségi ügyészek büntetőjogi és polgári jogi vádakat emeltek ellene, azt állítva, hogy McAfee négy éven keresztül nem nyújtotta be a jövedelemadó-bevallását. 2021. június 23-án holtan találták Barcelona közelében lévő börtöncellájában, látszólag öngyilkosság következtében, röviddel azután, hogy a spanyol nemzeti bíróság engedélyezte az Egyesült Államokba való kiadatását. Halála találgatásokat és elméleteket váltott ki arról, hogy meggyilkolták. McAfee felesége, Janice McAfee azt mondta, nem hiszi, hogy McAfee öngyilkos lett.